# Địa đạo Vịnh Mốc

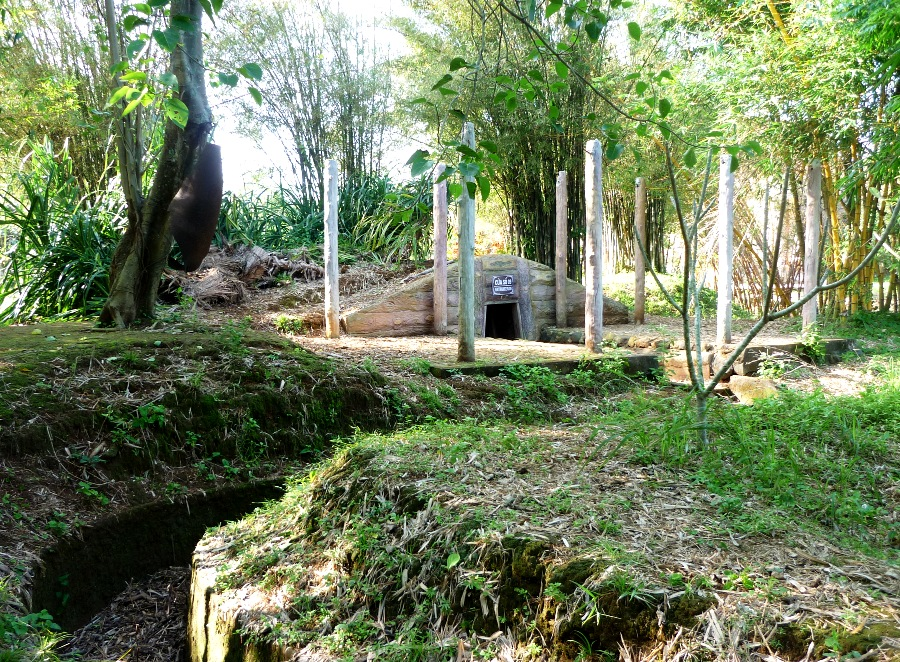
Giao thông hào ở địa đạo Vịnh Mốc

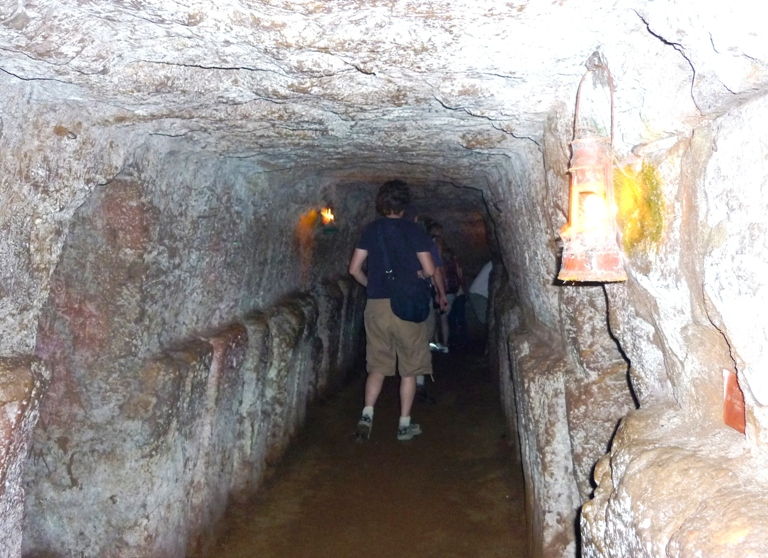
Du khách trong lòng địa đạo

Địa đạo Vịnh Mốc (thôn Vịnh Mốc, xã Kim Thạch, huyện Vĩnh Linh, tỉnh Quảng Trị) là một công trình quân - dân sự trong Chiến tranh Việt Nam của phía Việt Nam Dân chủ Cộng hòa nhằm chống lại các cuộc tấn công của phía Việt Nam Cộng hòa và Hợp chúng quốc Hoa Kỳ. Hệ thống địa đạo tồn tại ở phía Bắc sông Bến Hải, cầu Hiền Lương trong suốt những năm 1965-1972.

## Lịch sử
Trong những năm 1960, chính quyền Việt Nam Cộng hòa của Ngô Đình Diệm không tôn trọng hiệp định Genève, 1954 và không tiến hành tổng tuyển cử như dự định. Cùng với việc tấn công vào các phong trào nổi dậy ở miền Nam, Mỹ đã ra sức khiêu khích, gây chiến với lực lượng Việt Nam Dân chủ Cộng hòa bảo vệ giới tuyến ở Vĩnh Linh. Năm 1965, Mỹ đã tạo ra sự kiện Vịnh Bắc Bộ để bắt đầu cuộc chiến tranh phá hoại ra miền Bắc bằng không lực, trong đó Vĩnh Linh là mục tiêu đánh phá hàng đầu.
Trong suốt những năm 1965 - 1972, Vĩnh Linh liên tục bị đánh phá với tổng cộng hơn nửa triệu tấn mìn đạn các loại. Tính bình quân, mỗi người dân ở đây đã phải gánh chịu 7 tấn bom đạn Mỹ.

## Quá trình xây dựng
Địa đạo đầu tiên xuất hiện ở Việt Nam từ năm 1947 tại vùng Phú Thọ Hòa (nay thuộc Tân Bình - Thành phố Hồ Chí Minh). Rồi sau đó, những năm 1961 - 1965, ở Củ Chi đã xuất hiện hệ thống địa đạo lan rộng khắp 5 xã. Vào cuối năm 1963, ông Trần Nam Trung từ Trung ương Cục Đảng Cộng sản Việt Nam ở miền Nam Việt Nam trên đường ra Bắc đã ghé thăm khu vực chiến sự ở xã Vĩnh Giang (Vĩnh Linh). Sau khi quan sát địa hình, địa chất ở nơi đây, ông gợi ý Vĩnh Linh nên đào địa đạo như ở Củ Chi. Với phương châm: "Một tấc không đi, một li không rời. Mỗi làng, xã là một pháo đài", thông qua chỉ thị của khu ủy Vĩnh Linh, đồn trưởng đồn công an vũ trang nhân dân 140 Lê Xuân Vy đã chỉ huy đơn vị và nhân dân địa phương nhanh chóng tiến hành đào địa đạo. Công trình được bắt đầu từ đầu năm 1965 và được hoàn thành vào ngày 18 tháng 2 năm 1966. Điều đặc biệt là vị chỉ huy công trình Lê Xuân Vy này (công trình sư) lúc bấy giờ học vấn chỉ vừa hết tiểu học, và dụng cụ hiện đại nhất trong tay ông là chiếc la bàn cũ kỹ. Hiện nay ông là cựu trung tá ở độ tuổi 85 đang cư ngụ ở thành phố Đông Hà và bị mù do ảnh hưởng bởi vết thương trong chiến tranh.

## Cấu trúc

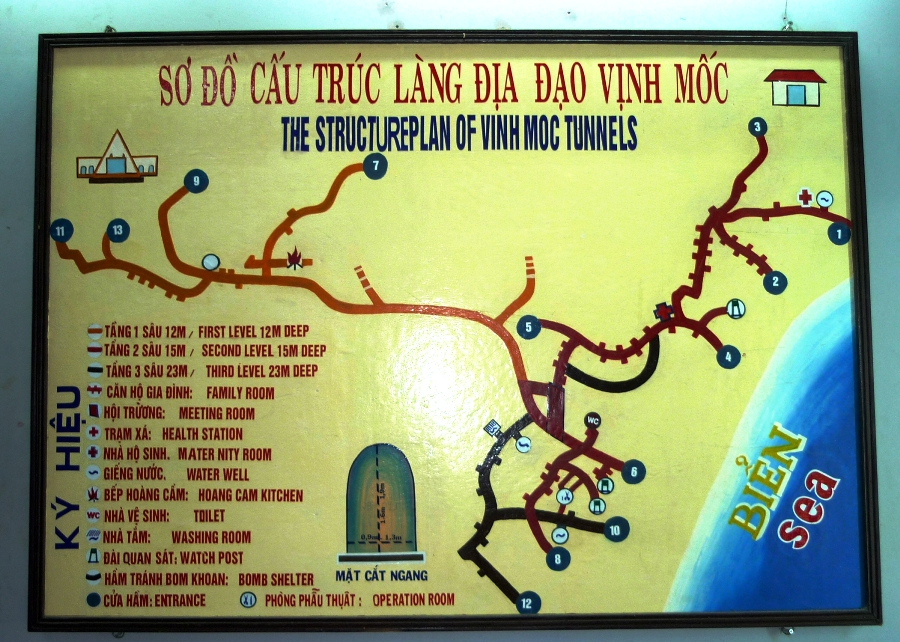
Sơ đồ cấu trúc làng địa đạo Vịnh Mốc

Để bảo đảm cho hàng trăm con người ăn, ở, sinh hoạt an toàn, tiện lợi, dọc hai bên đường hầm người ta xây dựng rất nhiều căn hộ, mỗi căn hộ đủ chỗ cho ba đến bốn người ở. Trong lòng địa đạo có ba giếng nước, một hội trường (với sức chứa 50 người), bệnh xá, nhà hộ sinh, trạm phẫu thuật, bếp Hoàng Cầm, kho gạo, trạm đặt máy điện thoại...
Hai bên trục đường chính cách nhau từ ba đến năm mét lại khoét lõm sâu vào thành một hầm nhỏ, dùng làm nơi sinh hoạt của một gia đình. Địa đạo được cấu tạo thành ba tầng. Tầng một sâu cách mặt đất từ 12 đến 15 m, là nơi chiến đấu và trú ẩn tạm thời.
Tầng hai sâu 18 m là nơi sống và sinh hoạt của nhân dân, đóng trụ sở của Đảng ủy, UBND và Bộ Chỉ huy quân sự. Tầng ba sâu 22 m dùng làm kho chứa hậu cần cung cấp cho đảo Cồn Cỏ và phục vụ chiến đấu của quân dân Vịnh Mốc.

### Đặc điểm
Theo thống kê, có đến 18.000 ngày công được huy động để đào địa đạo Vịnh Mốc trong hai năm. Địa đạo này được đào ở vùng đất đỏ bazan từ năm 1965 và hoàn thành 2 năm sau đó, năm 1967 với tổng chiều dài trục chính hơn 2.000 m. Cứ 4 m có 1 căn hộ gia đình, rộng 0,8 m, sâu 1,8 m, dùng cho 4 người ở. Không khí làm cho đất sét trong lòng địa đạo càng ngày càng cứng chắc hơn nên nó vẫn tồn tại gần như nguyên bản cho đến tận ngày hôm nay. Hệ thống địa đạo gồm có 3 tầng: tầng thứ nhất sâu 12 m, dùng để cơ động chiến đấu và trú ẩn, tầng thứ hai cách mặt đất 15 m, được dùng làm nơi ở và sinh hoạt của nhân dân và tầng cuối cùng sâu 23 m, được dùng để cất giấu lương thực và vũ khí. Ngay cả tầng sâu nhất, 23 m vẫn còn cao hơn mực nước biển đến 3 m, nên mọi sinh hoạt trong địa đạo vẫn diễn ra bình thường vào mùa mưa. Toàn bộ hệ thống địa đạo Vịnh Mốc có 13 cửa thông ra ngoài, trong đó có bảy cửa thông ra biển, sáu cửa thông lên đồi, mỗi cửa hầm được coi như một lỗ thông hơi. Tại các cửa hầm đều có lắp đặt gỗ chống sập và thường xuyên được gia cố để chống sụt lở. Cư dân địa đạo ít khi ra ngoài. Họ chỉ ra ngoài lúc cần thiết, lúc không nguy hiểm.

## Quá trình sử dụng

### Cuộc sống trong địa đạo

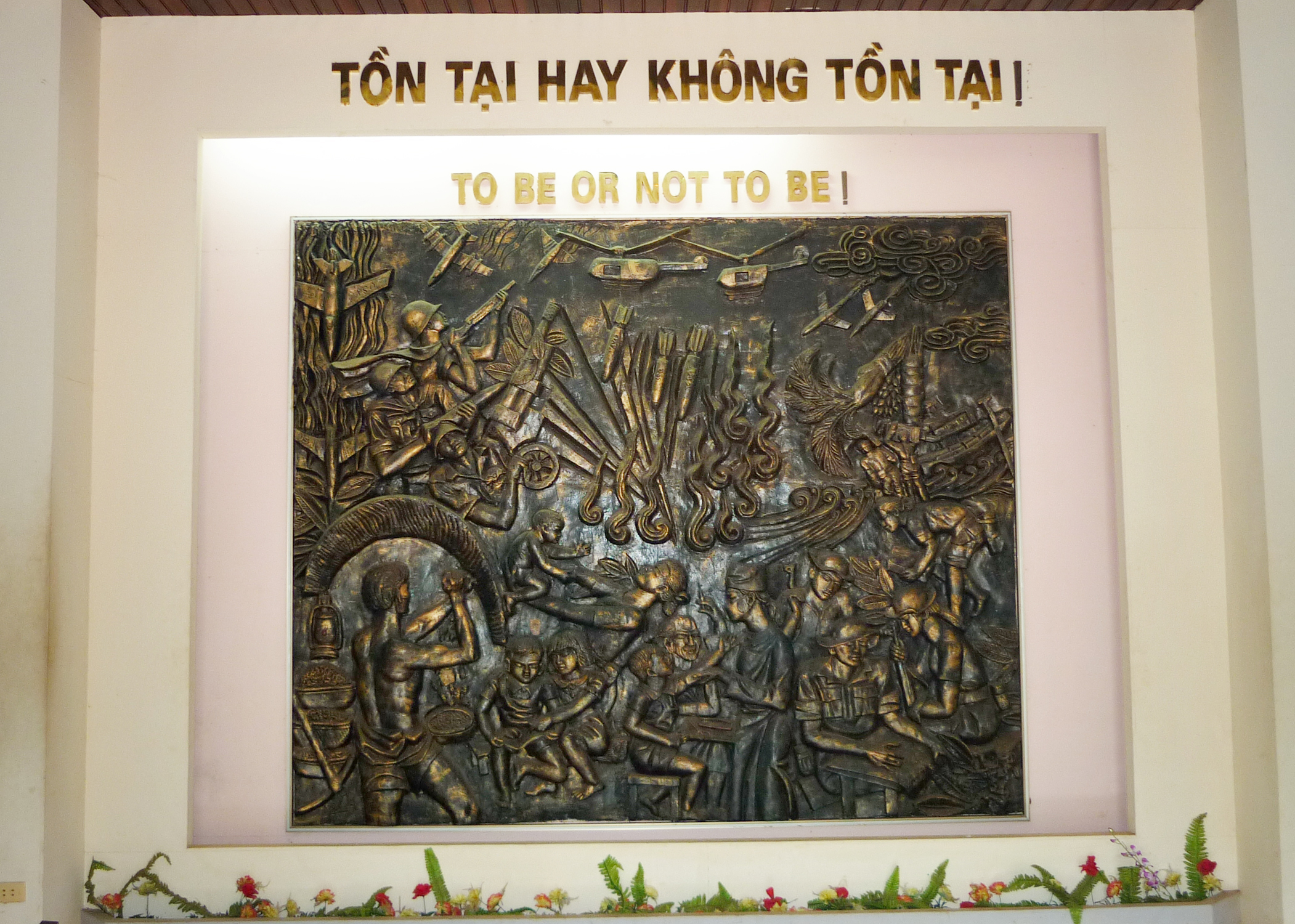
Tấm bảng tưởng niệm lớn tại bảo tàng địa đạo Vịnh Mốc

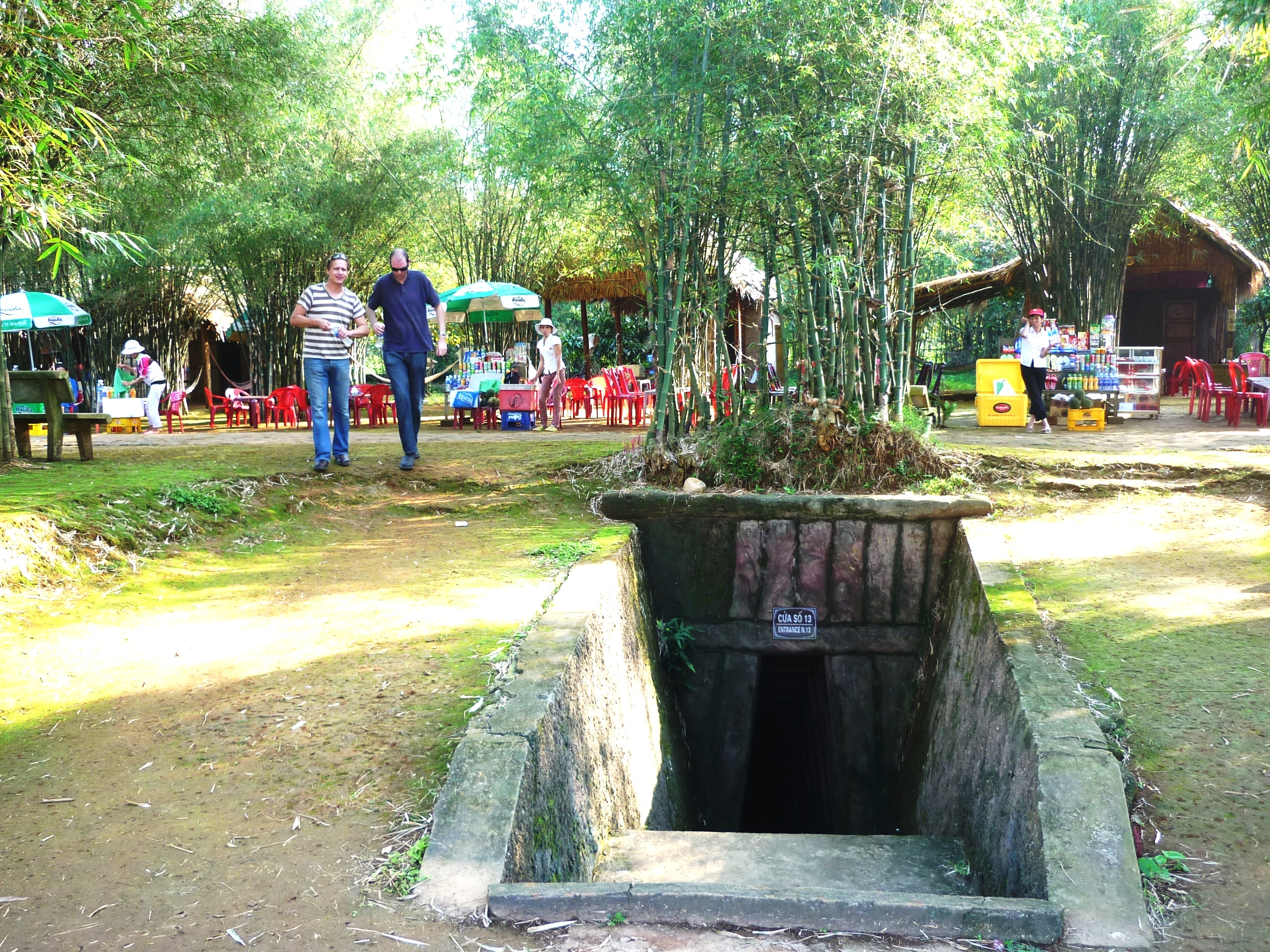
Du khách ở địa đạo Vịnh Mốc

Cuộc sống dưới địa đạo thiếu ánh sáng, ẩm ướt vào mùa đông, nóng bức vào mùa hạ, điều kiện vệ sinh không đảm bảo nên hầu như đa số cư dân địa đạo đều bị ký sinh trùng, bạc da và các bệnh về xương, mắt. Cuộc sống đưới lòng đất không phù hợp với con người, luôn thiếu ánh sáng. Hầu hết các làng hầm đều tiết kiệm các chất liệu thắp sáng như dầu hoả, mỡ, chỉ những lúc cần thiết như hội họp, cấp cứu bệnh nhân, chăm sóc trẻ sơ sinh... mới dùng đèn. Ngoài ra, thiếu thốn lương thực, thực phẩm và các nhu yếu phẩm cũng là vấn đề lớn nhất đối với cư dân địa đạo.
Cuộc sống bình thường đã tồn tại suốt nhiều năm trong lòng đất với đầy đủ khái niệm của sự sống như học hành, vui chơi, giải trí, yêu thương, sinh con... trong một khoảng không gian 1,8 m của đường hầm.
Để an toàn duy trì nòi giống, để có người nối dõi, các gia đình, họ tộc, cư dân địa đạo Vịnh Mốc phải chia ra sống ở nhiều hầm khác nhau. Trong thời gian sống trong địa đạo ở Vĩnh Linh nói chung, đã có 60 đứa trẻ được sinh ra, riêng địa đạo Vịnh Mốc đã có 17 đứa trẻ ra đời trong lòng địa đạo. Địa đạo là nơi ở của nhân dân trong những năm chiến tranh ác liệt, lúc đông nhất có khoảng 1.200 người sinh sống. Trong gần 2.000 ngày đêm tồn tại, trong lòng địa đạo không một người nào bị thương và đã có 17 em bé chào đời, đủ nói lên giá trị và ý nghĩa của địa đạo Vịnh Mốc. Có nhiều căn hầm được tạo ra để làm phòng hộ sinh và nhà nuôi dạy trẻ.

### Thương vong
Trong thực tế chiến tranh ác liệt, nhiều hệ thống địa đạo không đủ kiên cố, khó đáp ứng được yêu cầu trú trực, chiến đấu một cách an toàn cho dân chúng vùng giới tuyến, đã có không ít tổn thất về nhân mạng. Điển hình là sự kiện vào ngày 26 tháng 2 năm 1967, địa đạo Đơn Duệ (Vĩnh Hoà) bị bom Mỹ đánh sập, làm 4 người chết; ngày 20 tháng 6 năm 1967, địa đạo Tân Lý (ở Vĩnh Quang) bị sập, làm 61 người chết; ngày 27 tháng 7 năm 1967, địa đạo Xóm Bợc (ở Vĩnh Thạch) bị sập đã có 22 người chết, địa đạo Bình Minh (ở Vĩnh Hiền) sập ngày 10 tháng 9 năm 1967 làm chết 39 người... Rút kinh nghiệm đó, địa đạo Vĩnh Mốc được bố trí kiên cố và hợp lý hơn, nên không có tổn thất về người trong chiến tranh.

## Điểm du lịch
Địa đạo Vịnh Mốc nằm trong hệ thống các điểm du lịch khu phi quân sự trước đây trong chiến tranh Việt Nam, đã được công nhận là di tích lịch sử Việt Nam. Khu bảo tàng địa đạo Vịnh Mốc chính thức mở cửa đón khách từ năm 1995, đến nay đã thu hút được một lượng du khách lớn.

## Thư viện ảnh

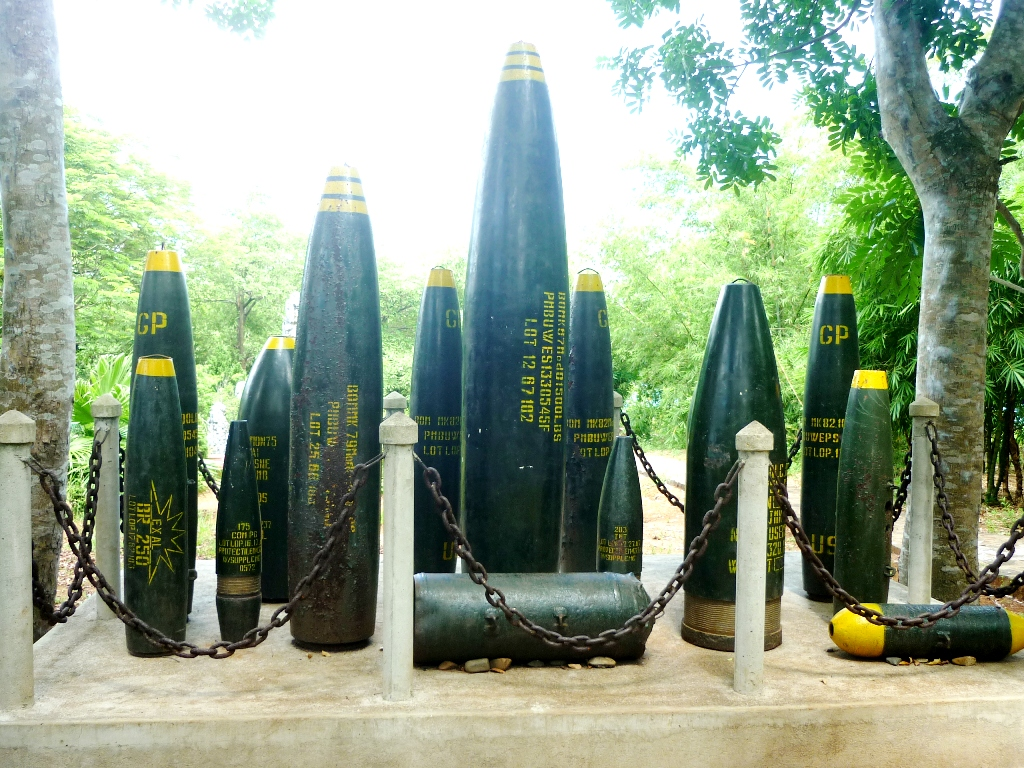
Bom đạn Mỹ còn sót lại
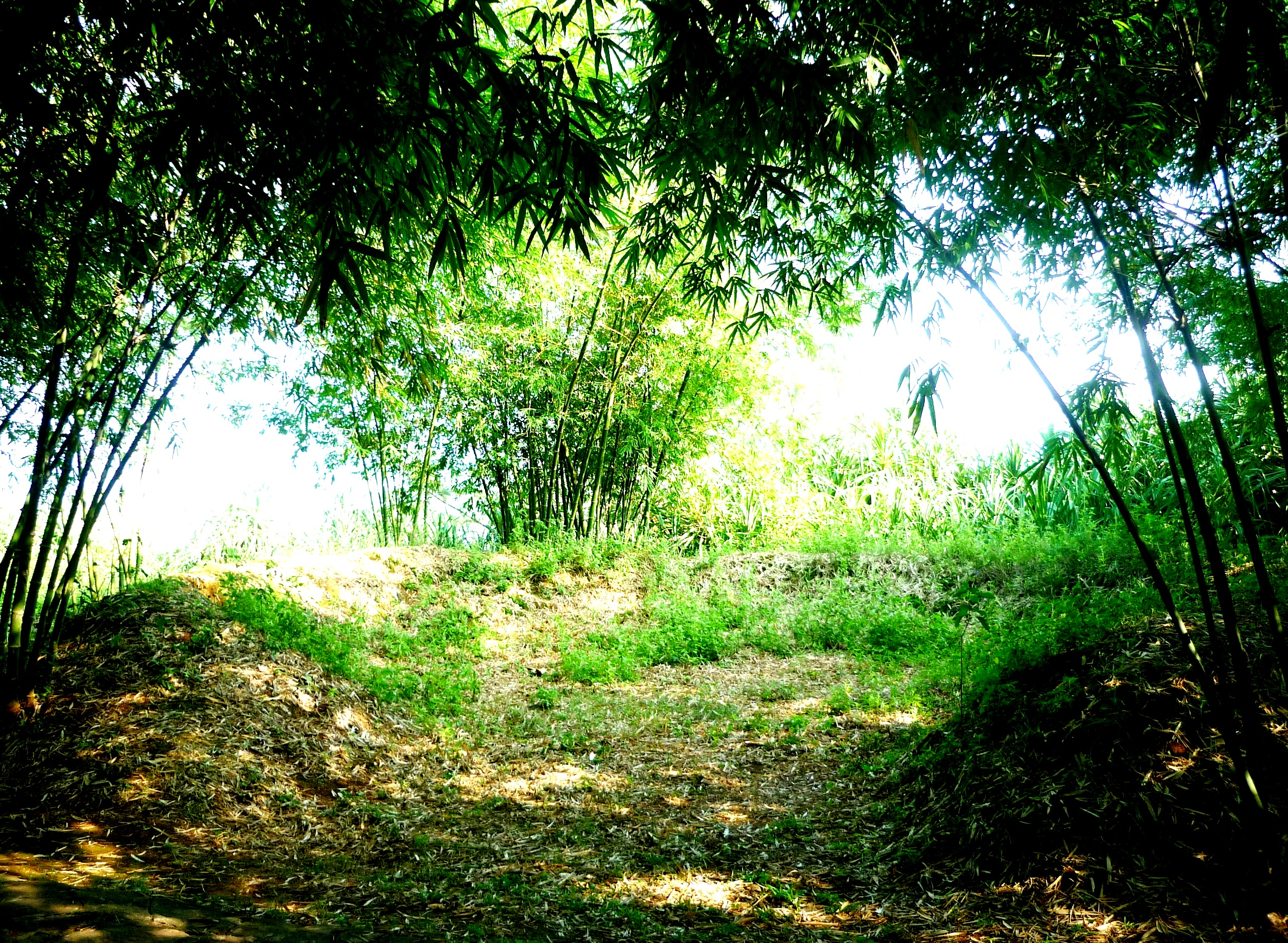
Hố bom
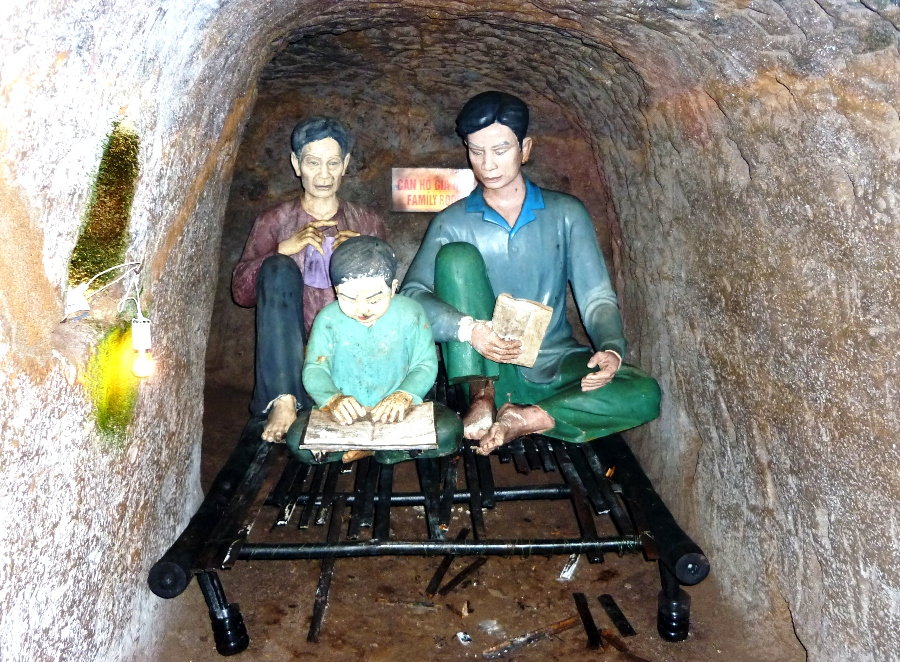
Căn hộ Gia đình
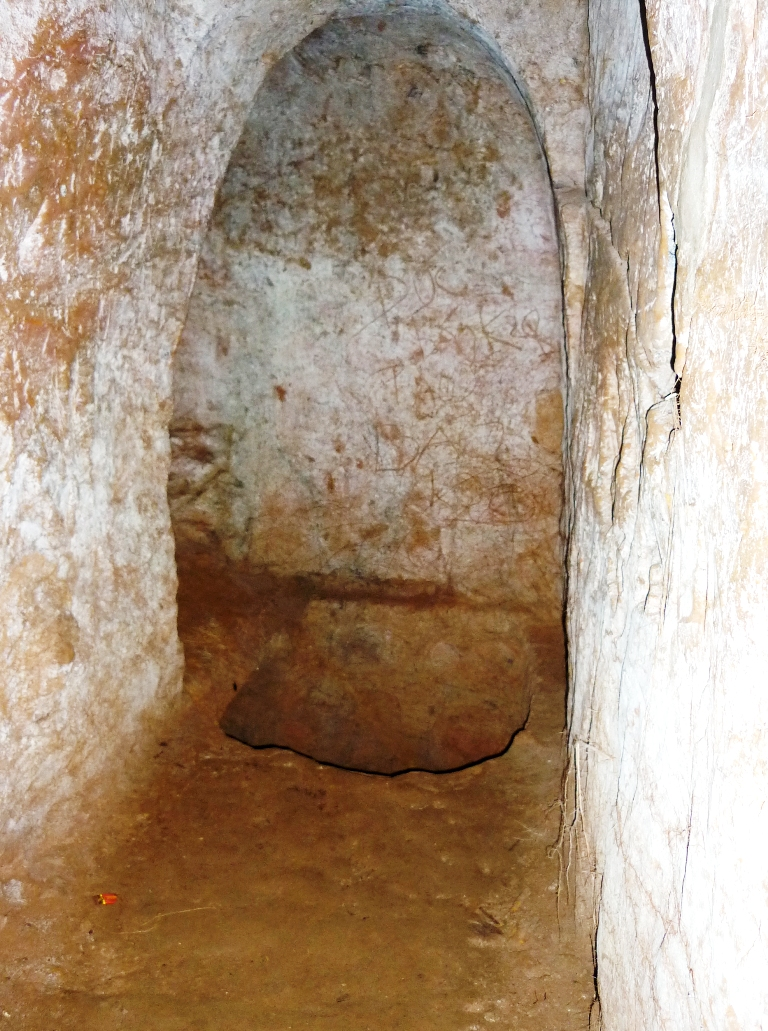
Nhà vệ sinh